# Diacarnus
Diacarnus is een geslacht van sponsdieren uit de klasse van de Demospongiae (gewone sponzen).

## Soorten
- Diacarnus ardoukobae Kelly-Borges & Vacelet, 1995
- Diacarnus bellae Kelly-Borges & Vacelet, 1995
- Diacarnus bismarckensis Kelly-Borges & Vacelet, 1995
- Diacarnus debeauforti (Burton, MS)
- Diacarnus erythraeanus Kelly-Borges & Vacelet, 1995
- Diacarnus globosus (Vacelet, Vasseur & Lévi, 1976)
- Diacarnus laevis (Lindgren, 1897)
- Diacarnus levii Kelly-Borges & Vacelet, 1995
- Diacarnus megaspinorhabdosa Kelly-Borges & Vacelet, 1995
- Diacarnus spinipoculum (Carter, 1879)
- Diacarnus tubifera Kelly-Borges & Vacelet, 1995